# Cassandra
|  | Per a altres significats, vegeu «Apache Cassandra». |

En la mitologia grega, Cassandra (en Grec antic, Κασσάνδρα)  també anomenada Alexandra, era filla d'Hècuba i Príam, rei de Troia. Representa l'arquetip del personatge que té raó, però és castigat per dir veritats que ningú no vol creure.

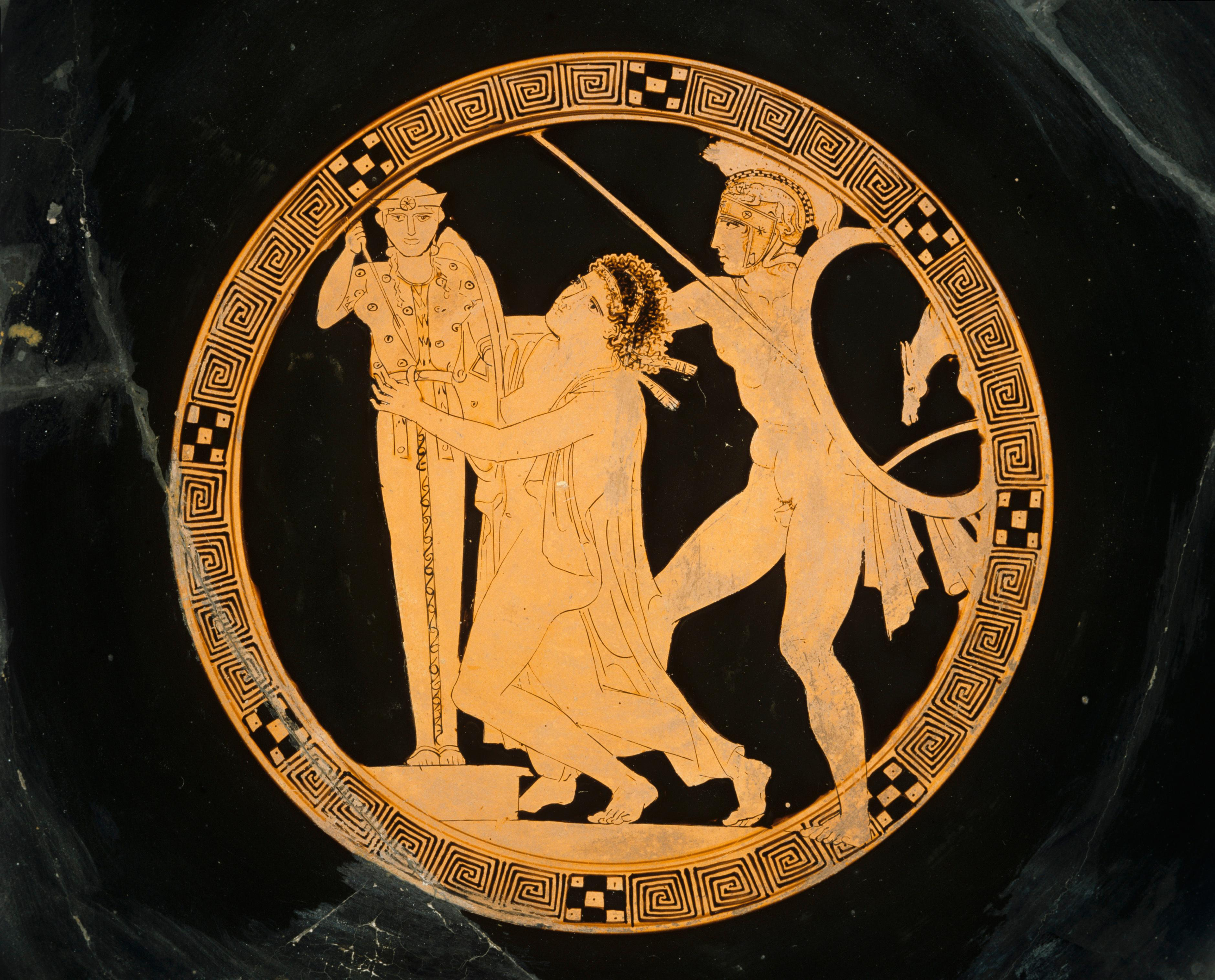
Àiax i Cassandra

De petita, es va adormir, juntament amb el seu germà bessó Helen, al temple d'Apol·lo Timbreu, a una certa distància fora muralles de Troia, quan els seus pares, Príam i Hècuba, van fer una festa per celebrar el naixement dels infants. Al vespre se'n van anar i van oblidar els nens, que van passar la nit al santuari. L'endemà, quan els van buscar, eren adormits i les serps sagrades de l'altar del déu els llepaven les orelles i els òrgans dels sentits per a «purificar-los» i d'aquesta manera van rebre el do de la profecia.
Una altra llegenda explica que Cassandra havia rebut el do de la profecia del mateix Apol·lo, ja que el déu, enamorat d'ella li va prometre que l'ensenyaria a veure el futur si es lliurava a ell. Cassandra va acceptar el tracte i va rebre les lliçons del déu, però, una vegada va estar instruïda, el va refusar. Llavors Apol·lo li va escopir a la boca i va fer caure sobre ella la maledicció que mai ningú podria entendre ni creure, excepte ella mateixa, les visions premonitòries que rebria. Generalment es diu que Cassandra era una profetessa «inspirada» com la Pítia o la Sibil·la. El déu en prenia possessió i Cassandra formulava les profecies com en un deliri. En canvi, son germà bessó Helen, interpretava el futur a través del vol dels ocells i dels signes exteriors.
Les profecies de Cassandra es mencionen molt sovint en tota la història de la guerra de Troia i dels seus antecedents. Quan arriba Paris, ella preveu que aquell noi (de qui en aquell moment no se'n coneixia la identitat) portarà la ruïna a la ciutat. Està a punt d'aconseguir que sigui condemnat a mort quan es descobreix que és el fill de Príam, cosa que el va salvar. Més tard, quan Paris torna a Troia amb Helena prediu que allò portarà la destrucció de la ciutat. Però ningú no la creu.
Durant la Guerra de Troia, Otrioneu de Cabesos li va demanar la mà, però el pretendent va morir a mans d'Idomeneu. Més tard, la va demanar Coreb, que oferí el seu ajut a Príam a canvi de la seva filla, però va morir quan Troia va ser conquerida.
Després de la mort d'Hèctor i de l'anada de Príam davant d'Aquil·les per demanar-li el seu cos, és la primera en saber que el rei torna amb el cos del seu fill. Amb el suport de l'endeví Laocoont, s'oposà al projecte d'introduir a la ciutat el cavall de fusta que els grecs havien deixat a la platja fent veure que es retiraven, i va dir que aquell enginy era ple de guerrers armats. Conforme a la maledicció, ningú no la creu. Però Apol·lo va enviar les serps que van devorar Laocoont i els seus fills, i els troians no van fer cas de Cassandra. Se li atribueixen diverses profecies sobre la sort de les dones troianes una vegada sortides de Troia després de la derrota.
Durant el saqueig de Troia, es va refugiar al temple d'Atena, però va ser perseguida i violada per Àiax, el fill d'Oileu, que l'arrancà dels braços de la imatge de la deessa i la portà lluny de la seva protecció. Aquest fet sacríleg va fer que els grecs es disposessin a lapidar Àiax, però es va refugiar a l'altar de la deessa que acabava d'ofendre i se salvà. Però es determinà la mort del guerrer per mediació de Posidó durant una tempesta a les roques Gires, que el convertí en pedra.
Quan es va repartir el botí del saqueig de Troia, Cassandra va ser lliurada com a concubina a Agamèmnon, que se'n va enamorar. Cassandra era verge, encara que havia tingut molts pretendents, i li hauria donat a Agamèmnon dos bessons, Telèdam i Pèlops. Però, de tornada a Micenes, va morir, amb ell, a mans de la seua esposa Clitemnestra i de l'amant d'aquesta, Egist. En algunes tradicions, l'única raó de la mort d'Agamèmnon és l'amor que sent per Cassandra. La seva suposada tomba era a Amicles o a Micenes.

## En les arts
Cassandra és un personatge que va inspirar molts autors antics i moderns: entre d'altres Èsquil (525-456 aC), Eurípides (480-406 aC), Licòfron (320-280 aC), Virgili o Sèneca (4 aC-65 dC). Cassandra és anomenada Alexandra en la versió de Licòfron, que la va fer el personatge principal d'un poema profètic, Alexandra, un monòleg iàmbic de 1.474 versos, escrit en el moment en què els romans van començar a intervenir en els assumptes de Grècia. Licòfron imagina Príam descontent dels dons profètics de Cassandra, i per por que els troians se'n burlin, la fa tancar custodiada per un vigilant encarregat de transmetre les seves paraules. El poema reprodueix les profecies de la noia.
Ha estat també un tema tractat per autors renaixentistes com Giovanni Boccaccio. Representa l'arquetip del personatge tràgic que té raó, però que ningú no creu, a més és castigat i perseguit quan intenta d'anunciar aquest destí funest. Apareix en The Legend of Good Women (‘La llegenda de les bones dones') de 1386 de Geoffrey Chaucer i més tard, sobretot en la literatura anglesa i alemanya com ara a Troilos i Crèssida de William Shakespeare (1602), Virgin Prophetess d'E. Settles (1701), els poemes de G. Meredith (1862) i D.G. Rossetti (1870), les obres de teatre Agamèmnon (1890) de Gustav Kastropp i la Klitemnestra (1903) d'E. König. El monòleg Cassandra (1983) de Christa Wolf (1929-2011) se centra totalment en la seva figura. Aquesta obra ha inspirat els poemes de Laia Llobera amb il·lustracions de Kima Guitart. També va inspirar la música, com en el lament de «Cassandra» a la Dido de Pier Francesco Cavalli (1614), en òperes, en les recents composicions instrumentals de J. Franks-Williams (1969) i B. Ferneyhough (1971), en l'acció sonora de T. Antoniou (Barcelona 1970) o en els poemes de